# Synaptola imperator
Synaptola imperator là một loài bọ cánh cứng trong họ Cerambycidae.